# Andy Marte
Pour les articles homonymes, voir Marté.
Andy Manuel Marte est un joueur dominicain de baseball né le 21 octobre 1983 à Villa Tapia en République dominicaine et mort le 22 janvier 2017 à San Francisco de Macorís. 
Il joue dans la Ligue majeure de baseball à la position de troisième but pour les Braves d'Atlanta en 2005, les Indians de Cleveland de 2006 à 2010 et les Diamondbacks de l'Arizona en 2014, en plus de jouer les saisons 2015 et 2016 avec les KT Wiz de l'Organisation coréenne de baseball.

## Carrière
Après des études secondaires au Liceo Nueva Esperanz en République dominicaine, Andy Marté est recruté le 12 septembre 2000 par les Braves d'Atlanta comme agent libre amateur. Il passe quatre saisons en Ligues mineures avant d'effectuer ses débuts en Ligue majeure le 7 juin 2005.
En décembre 2005, il est inclus dans un échange avec les Red Sox de Boston. Il ne reste pas longtemps à Boston, car il est échangé aux Indians de Cleveland dès janvier 2006.
Marté reste principalement cantoné à la Triple-A jusqu'au transfert de Casey Blake le 26 juillet 2008. Il tente de s'imposer au troisième but, mais ses performances sont médiocres et le club préfère engager Mark DeRosa pour occuper le poste en 2009. 
Les départs de nombreux joueurs des Indians durant l'été 2009 libèrent des places dans l'effectif actif. Marté est rappelé en Majeure le 27 juillet.
Le 1er décembre 2010, Marté signe un contrat des ligues mineures avec les Pirates de Pittsburgh. Il passe la saison qui suit dans les ligues mineures avec le club-école des Pirates à Indianapolis.

## Mort
Andy Marte meurt le 22 janvier 2017 dans un accident de voiture près de San Francisco de Macorís (République dominicaine) à l'âge de 33 ans.

## Statistiques
| Saison | Équipe    | G   | AB  | R  | H   | 2B | 3B | HR | RBI | SB | BA    |
| ------ | --------- | --- | --- | -- | --- | -- | -- | -- | --- | -- | ----- |
| 2005   | Atlanta   | 24  | 57  | 3  | 8   | 2  | 1  | 0  | 4   | 0  | 0,140 |
| 2006   | Cleveland | 50  | 164 | 20 | 37  | 15 | 1  | 5  | 23  | 0  | 0,226 |
| 2007   | Cleveland | 20  | 57  | 3  | 11  | 4  | 0  | 1  | 8   | 0  | 0,193 |
| 2008   | Cleveland | 80  | 235 | 21 | 52  | 11 | 1  | 3  | 17  | 1  | 0,221 |
| 2009   | Cleveland | 47  | 155 | 20 | 36  | 6  | 1  | 6  | 25  | 0  | 0,232 |
| 2010   | Cleveland | 80  | 170 | 18 | 39  | 7  | 2  | 5  | 19  | 0  | 0,216 |
| Totaux | Totaux    | 301 | 838 | 85 | 183 | 45 | 6  | 20 | 96  | 1  | 0,218 |

Note : G = Matches joués ; AB = Passages au bâton; R = Points ; H = Coups sûrs ; 2B = Doubles ; 3B = Triples ; 
HR = Coup de circuit ; RBI = Points produits ; SB = Buts volés ; BA = Moyenne au bâton.